# Isanthrene atrizonata
Isanthrene atrizonata là một loài bướm đêm thuộc phân họ Arctiinae, họ Erebidae.